# 藤田宜永
藤田 宜永（ふじた よしなが、1950年4月12日 - 2020年1月30日）は、日本の小説家。別名義に入江 香。

## 来歴・人物
初期はフランスを舞台にしたフィルム・ノワールを思わせるような犯罪小説や冒険小説を手がける。その後、主に推理小説および恋愛小説を執筆するようになり、都会的なセンスと人情の機微を描く優れた心理描写で、熟年の愛を描いた『愛の領分』にて第125回直木賞を受賞。
妻は同じく直木賞作家である小池真理子。初婚はエールフランス勤務時代で相手はフランス人。離婚後に帰国。小池とは再婚。90年代初頭に夫婦で軽井沢に在住した。
2020年1月30日午前9時44分、右下葉肺腺がんのため長野県佐久市の病院で死去。69歳没。サングラスと長髪がトレードマークだった。

## 略歴
- 1950年 福井県福井市に生まれる。[6]
- 早稲田大学高等学院から、早稲田大学第一文学部に進むが中退、パリに渡ってフランスミステリーの翻訳を手がける。エールフランスにも勤務[5]。フランスで結婚している。
- 1980年 フランスからの帰国後、文筆活動に本格的に取り組みエッセイを執筆しつつ小説も手がける。
- 1986年 『野望のラビリンス』でデビュー。
- 1994年 『鋼鉄の騎士』で第48回日本推理作家協会賞[7]、第13回日本冒険小説協会特別賞（黄金の鷲部門大賞）を受賞。
- 1995年 『巴里からの遺言』（文藝春秋）で第14回日本冒険小説協会最優秀短編賞受賞。
- 1997年 『樹下の想い』（講談社）で恋愛小説へと進む。
- 1999年 『求愛』で第6回島清恋愛文学賞受賞。[8]
- 2001年 『愛の領分』（文藝春秋）で第125回直木賞 受賞[9]。
- 2003年　日本推理作家協会賞選考委員（- 2006年）。
- 2004年　オール讀物推理小説新人賞選考委員（- 2007年）。
- 2010年　島清恋愛文学賞選考委員（- 現在）。
- 2011年　大藪春彦賞選考委員（- 現在）。
- 2014年 さばえ近松文学賞特別審査員（ - 2015年）。
- 2017年 『大雪物語』（講談社）で第51回吉川英治文学賞受賞。[10]
- 2017年　アガサ・クリスティ賞選考委員（- 現在）。
- 2018年　日本シャンソンコンクール審査員（-現在）。
- 2020年  長野県佐久市の病院で右下葉肺腺がんのため死去。[11]

## 作品一覧

### シリーズ作品

#### 私立探偵・鈴切信吾シリーズ
- 『野望のラビリンス』（1986年10月 カドカワ・ノベルズ / 1995年12月 角川文庫）
- 『標的の向こう側』（1987年4月 カドカワ・ノベルズ / 1996年10月 角川文庫）

#### 探偵・的矢健太郎シリーズ
- 『モダン東京物語』（1988年1月 集英社文庫 / 1996年8月 朝日新聞社）
  - 【改題】美しき屍（2001年12月 小学館文庫）
- 『モダン東京小夜曲』（1988年6月 集英社文庫 / 1996年9月 朝日新聞社）
  - 【改題】哀しき偶然（2002年1月 小学館文庫）
- 『堕ちたイカロス』（1989年4月 集英社文庫 / 1996年10月 朝日新聞社 / 2002年3月 小学館文庫）
- 『蒼ざめた街』[12]（1996年7月 朝日新聞社 / 2000年11月 小学館文庫）

#### 探偵・竹花シリーズ
- 『探偵・竹花とボディ・ピアスの少女』（1992年12月 双葉社）
  - 【改題】探偵・竹花 ボディ・ピアスの少女（1996年4月 光文社文庫）
  - 【新装版】探偵・竹花　ボディ・ピアスの少女（2016年4月 光文社文庫）
- 『探偵・竹花 失踪調査』（1994年4月 光文社 / 1998年7月 光文社文庫 / 2012年2月 ハルキ文庫）
- 『探偵・竹花 再会の街』（2012年2月 角川春樹事務所 / 2015年5月 ハルキ文庫）
- 『探偵・竹花 孤独の絆』（2013年2月 文藝春秋 / 2015年8月 文春文庫）
- 『探偵・竹花 潜入調査』（2013年10月 光文社 / 2016年6月 光文社文庫）
- 『探偵・竹花 帰り来ぬ青春』（2015年1月 双葉社 / 2018年2月 双葉文庫）
- 『探偵・竹花 女神』（2016年2月 光文社 / 2019年2月 光文社文庫）

#### 私立探偵・相良治郎シリーズ
- 『理由はいらない』（1996年5月 新潮社 / 1999年8月 新潮文庫）
- 『動機は問わない』（1996年12月 徳間書店 / 2000年3月 徳間文庫）

#### 私立探偵・浜崎順一郎シリーズ
- 『喝采』（2014年7月 早川書房 ハヤカワ・ミステリワールド / 2017年6月 ハヤカワ文庫JA 上下巻）
- 『タフガイ』（2017年7月 早川書房 ハヤカワ・ミステリワールド）

### 1980年代
- 『瞑れ、優しき獣たち』（1987年5月 C★NOVELS / 1991年4月 中公文庫 / 1998年10月 徳間文庫）
- 『影の探偵』（1988年6月 トクマノベルズ / 1994年6月 徳間文庫 / 2017年8月 新装版 徳間文庫）
- 『タイホされたし度胸なし』（1988年12月 講談社ノベルス / 2002年7月 光文社文庫）
- 『ダブル・スチール』（1988年8月 角川文庫 / 1995年7月 光文社文庫）
- 『怨霊症候群』（1988年9月 C★NOVELS）
  - 【改題】呪いの鈴殺人事件（2001年8月 光文社文庫）

### 1990年代
- 『男らしさを鞄につめて』（1990年5月 中央公論社）
- 『還らざるサハラ』（1990年1月 講談社 / 1993年8月 講談社文庫 / 2001年2月 徳間文庫）
- 『奇妙な果実殺人事件』（1990年1月 新潮文庫 / 2006年8月 双葉文庫）
- 『蜃気楼を追う男』（1990年9月 双葉社 / 1993年10月 双葉文庫 / 1999年6月 光文社文庫）
  - 収録作品：「タクシー・ボーイ」「暗闇の楽園」「蜃気楼を追う男」「歪んだ星屑」「デカダンな旧友」「ガルシアの女」
- 『明日なんて知らない ノーノーボーイ'69』（1991年10月 双葉社 / 1996年11月 光文社文庫 『遠い殺人者』に改題）
- 『過去を殺せ』（1990年11月 角川書店 / 1993年6月 角川文庫 / 2003年7月 徳間文庫）
- 『地獄までドリブル』（1992年3月 天山出版 / 1994年12月 光文社文庫）
- 『パリを掘り返せ』（1992年9月 徳間書店 / 1995年8月 徳間文庫）
- 『野薔薇の殺人者 深夜のコンビニ事件簿』（1993年10月 廣済堂出版 / 1997年7月 光文社文庫）
- 『さもなくば友を』（1994年9月 集英社 / 1997年7月 集英社文庫）
- 『鋼鉄の騎士』（1994年11月 新潮社 / 1998年2月 新潮文庫 上下巻 / 2009年6月 日本推理作家協会賞受賞作全集78.79巻 双葉文庫）
- 『巴里からの遺言』（1995年10月 文藝春秋 / 1998年12月 文春文庫）
- 『じっとこのまま（1995年3月 中央公論社 / 1998年7月 文春文庫）
  - 収録作品：「雪模様」「メロン」「じっとこのまま」「悲しみもすぎれば」「ゆく秋」「男だけのクリスマス」
- 『深夜の少年』（1996年7月 河出書房新社）
- 『樹下の想い』（1997年3月 講談社 / 2000年7月 講談社文庫）
- 『鼓動を盗む女』（1997年5月 集英社 / 2000年5月 集英社文庫）
  - 収録作品：「鼓動を盗む女」「ダリの潜水服」「サザンカの記憶」「指のない男」「グローブを磨く少年」「特殊治療」「忘れもの」「絶望の人」「皆が待っている」「別荘での楽しみ」
- 『求愛』（1998年5月 文藝春秋 / 2001年10月 文春文庫）
- 『ぬくもり』（1998年11月 文藝春秋 / 2002年5月 文春文庫）
  - 収録作品：「風鈴の女」「二十歳のコンドーム」「ぬくもり」「命日の恋」「天からの贈り物」
- 『金色の雨』（1999年6月 幻冬舎）
- 『はなかげ』（1999年9月 集英社 / 2001年10月 集英社文庫）
  - 収録作品：「放春花」「ホワイト・クリスマス」「妖精」「クレマチスの女」「ご馳走様でしたぁ」「藤色の季節」「時の流れに」
- 『壁画修復師』（1999年7月 新潮社 / 2001年10月 新潮文庫 / 2009年2月 講談社文庫）
  - 収録作品：「五十年目のカルバドス」「水に流して」「生と死のコラール」「白い河」「タニアの城」
- 『転々』（1999年4月 双葉社 / 2002年6月 双葉文庫 / 2005年9月 新潮文庫）

### 2000年代
- 『虜』（2000年4月 新潮社 / 2002年5月 新潮文庫）
- 『艶めき』（2000年7月 講談社 / 2003年7月 講談社文庫）
  - 収録作品：「善冶の恋」「指輪」「うどん」「扇子の秋」「ちぎる」「古木の梅」「女の支度」
- 『艶紅（）』（2000年9月 文藝春秋 / 2003年9月 文春文庫）
- 『異端の夏』（2001年3月 講談社 / 2004年3月 講談社文庫）
- 『邪恋』（2001年11月 毎日新聞社 / 2004年11月 新潮文庫）
- 『愛の領分』（2001年5月 文藝春秋 / 2004年6月 文春文庫）
- 『女が殺意を抱くとき』（2002年9月 徳間書店 / 2006年4月 徳間文庫）
  - 収録作品：「耳の中に響く声」「スイートルームの目撃者」「ビニール傘は歓喜の印」「割れたレンズ」「先入観念」「業界用語にご用心」「若者の常識」「雪の降る街」「曇りのち快晴」「開かずの窓」「ホッチキス事件」「過剰防衛」「暗い生け垣」「料理上手な男」「萎れたバラ」「雪がもたらした予感」「逃げ出した獣医」「盗聴癖のある女」「歯は口ほどに物を言う」「心までレンタル」「ウォーキング・ツアー」「時間厳守の女」「無言の目撃者」「アラン・ドロンの美声」「美人秘書の嫉妬」「穴の開いたスプーン」「文才が仇となる」「背表紙は語る」「ジェラシー」「死を招いたファックス」「モン・プチ・シアン」「料理人は名探偵」「1メートル60センチのアリバイ」「季節はずれの雷鳴」「臭わないキッチン」「疑惑の文字"H"」
- 『流砂』（2002年3月 講談社 / 2005年3月 講談社文庫）
- 『女』（2003年2月 新潮社 / 2006年3月 新潮文庫）
- 『愛さずにはいられない』（2003年5月 集英社 / 2007年10月 集英社文庫）
- 『キッドナップ』（2003年8月 講談社 / 2006年12月 講談社文庫 『子宮の記憶 ここにあなたがいる』に改題）
- 『恋しい女』（2004年8月 新潮社 / 2007年5月 新潮文庫 上下巻、『週刊新潮』連載の「セカンド ヴァージン」を改題）
- 『左腕の猫』（2004年1月 文藝春秋 / 2007年1月 文春文庫）
  - 収録作品：「老猫の冬」「永遠の猫」「蛮勇の猫」「葬式の猫」「猫の幕引き」「左腕の猫」
- 『密事』（2004年1月 中央公論新社 / 2006年2月 中公文庫 上下巻）
- 『探偵は黒服』（2005年10月 角川書店 / 2008年10月 角川文庫 『さかしま』に改題）
- 『幸福を売る男』（2005年4月 角川書店 / 2008年3月 角川文庫 『セカンドライフ』に改題）
- 『乱調』（2005年6月 講談社 / 2008年6月 講談社文庫）
- 『恋愛事情』（2006年3月 文藝春秋 / 2009年4月 文春文庫）
  - 収録作品：「土鍋」「封を切る」「修羅の狭間」「残像」「不在の女」「赤心」
- 『前夜のものがたり』（2006年7月 講談社 / 2009年7月 講談社文庫）
  - 収録作品：「雨の前夜」「風俗の前夜」「修復の前夜」「蟹の前夜」「蘭の前夜」「三角関係の前夜」「背中の前夜」「キャッチボールの前夜」
- 『リミックス』（2006年10月 集英社 / 2010年10月 徳間文庫）
- 『戦力外通告』（2007年5月 講談社）
- 『いつかは恋を』（2007年10月 講談社 / 2010年11月 講談社文庫）
- 『喜の行列 悲の行列』（2008年7月 毎日新聞社 / 2011年12月 講談社文庫）
- 『たまゆらの愛』（2009年5月 光文社 / 2012年4月 光文社文庫）
- 『燃ゆる樹影』（2009年8月 角川書店 / 2012年9月 角川文庫）
- 『敗者復活』（2009年11月 徳間書店 / 2012年11月 徳間文庫）

### 2010年代
- 『空が割れる』（2010年4月 集英社 / 2014年2月 中公文庫）
  - 収録作品：「逆上がりの空」「小さくて不思議な空」「声優の空」「画用紙の中の空」「鈴の響く空」「空が割れる」「サンタの空」
- 『老猿』（2010年6月 講談社 / 2013年6月 講談社文庫） - 書き下ろし100冊
- 『還暦探偵』（2010年10月 講談社 / 2013年11月 新潮文庫 『通夜の情事』に改題）
- 『夢で逢いましょう』（2011年2月 小学館 / 2014年7月 小学館文庫）
- 『愛ある追跡』（2011年6月 文藝春秋 / 2014年1月 文春文庫）
- 『和解せず』（2012年4月 光文社 / 2014年10月 光文社文庫）
- 『ライフ・アンド・デス』（2012年11月 角川書店 2016年10月 角川文庫 『悪徒』に改題）
- 『風屋敷の告白』（2013年5月 新潮社 / 2015年10月 新潮文庫）
- 『銀座千と一の物語』（2014年1月 文藝春秋 / 2017年1月 文春文庫）
- 『女系の総督』（2014年5月 講談社 / 2017年3月 講談社文庫）
- 『血の弔旗』（2015年7月 講談社 / 2019年5月 講談社文庫）
- 『怒鳴り癖』（2015年10月 文藝春秋 / 2018年10月 文春文庫）
  - 収録作品：「怒鳴り癖」「通報者」「時には母のない子のように」「押し入れ」「マンションは生きている」「消えた女」
- 『亡者たちの切り札』（2016年5月 祥伝社 / 2019年8月 祥伝社文庫）
- 『大雪物語』（2016年11月 講談社）
  - 収録作品：「転落」「墓掘り」「雪男」「雪の華」「わだかまり」「雨だれのプレリュード」
- 『罠に落ちろ 影の探偵’87』(2017年1月 徳間書店）
- 『奈緒と私の楽園』（2017年3月 文藝春秋）
- 『女系の教科書』（2017年5月 講談社）
- 『わかって下さい』（2018年3月 新潮社）
- 『彼女の恐喝』（2018年7月 実業之日本社）
- 『ブルーブラッド』（2019年11月 徳間書店）

### アンソロジー
「」内が藤田宜永の作品
- 血!（1985年5月 徳間文庫）「リュッターヴィルの蒼い月」
- 愛!（1990年4月 徳間文庫）「疵のあるペンダント」
- 奈落（1995年8月 集英社文庫）「特殊治療」
- 夢を撃つ男（1995年11月 コスミックインターナショナル）「窓ガラス越しのマドンナ」
- 二十四粒の宝石（1995年12月 講談社 / 1998年11月 講談社文庫）「白球」
- 推理小説代表作選集 1995年版（1996年5月 講談社）「生きた証拠」
  - 【改題・再編集】犯行現場にもう一度 ミステリー傑作選33（1997年10月 講談社文庫）
- 推理小説代表作選集 1996年版（1996年6月 講談社）「選ばれた人」
  - 【改題・再編集】殺ったのは誰だ?! ミステリー傑作選36（1999年11月 講談社文庫）
- 仮面のレクイエム（1998年6月 光文社文庫）「少女は踊らない」
- ザ・ベストミステリーズ 1998 推理小説年鑑（1998年6月 講談社）「命日の恋」
  - 【分冊・改題】殺人者 ミステリー傑作選38（2000年11月 講談社文庫）
- 最新「珠玉推理（ベスト・オブ・ベスト）」大全〈上〉（1998年8月 光文社カッパ・ノベルス）「一億円の幸福」
  - 【改題】幻惑のラビリンス（2001年5月 光文社文庫）
- 海外トラベル・ミステリー（2000年4月 三笠書房）「タクシー・ボーイ」
- 偽りの愛（2001年11月 リブリオ出版）「じっとこのまま」
- 銀座24の物語（2001年8月 文藝春秋 / 2004年12月 文春文庫）「銀座の猫」
- 自選ショート・ミステリー（2001年6月 講談社文庫）「コルシカの愛」
- 短篇ベストコレクション 現代の小説2002（2002年5月 徳間文庫）「イザベル」
- 男たちの長い旅（2004年1月 トクマ・ノベルス / 2006年1月 徳間文庫）「デカダンな旧友」
- 甘やかな祝祭（2004年9月 光文社文庫）「左腕の猫」
- ときめき（2005年1月 廣済堂出版）「天からの贈り物」
- 空を飛ぶ恋（2006年6月 新潮文庫）「じんじん」
- Vintage'06（ヴィンテージ・シックス）（2006年6月 講談社）「腕枕」
- Colors（2008年4月 集英社）「黄色い冬」
- 短篇ベストコレクション 現代の小説2008（2008年6月 徳間文庫）「黄色い冬」
- ザ・ベストミステリーズ 2013 推理小説年鑑（2013年4月 講談社）「探偵・竹花と命の電話」
  - 【分冊・改題】Esprit 機知と企みの競演 ミステリー傑作選（2016年11月 講談社文庫）
- 過去の囁き（冒険の森へ 傑作小説大全16）（2015年3月 集英社）「剣士たちのパリ祭」
- 激動 東京五輪1964（2015年9月 講談社）「あなたについてゆく」
- 猫は迷探偵（2015年11月 竹書房文庫）※エッセイアンソロジー「“さささっ”の猫」
- 悪意の迷路（2016年11月 光文社 / 2019年5月 光文社文庫）「潜入調査」
- 推理作家謎友録 日本推理作家協会70周年記念エッセイ（2017年8月 角川文庫）※エッセイアンソロジー「初めてのパーティー」
- 短篇ベストコレクション 現代の小説2018（2018年6月 徳間文庫）「土産話」
- 患者の事情（2018年12月 集英社文庫）「特殊治療」
- 日本推理作家協会賞受賞作家傑作短編集 ８ 衝動と焦燥と（2019年6月 双葉文庫）
- 短篇ベストコレクション 現代の小説 ２０１９ （2019年6月 徳間文庫）

### 小説以外の作品
- 『ラブ・ソングの記号学』（歌謡曲論、初めての著書、1985年8月 角川文庫）
- 『夢色ふたり暮らし 熱い恋の醒めたディアローグ』（小池真理子対談、1985年11月 新時代社）
- 『夫婦公論』（エッセイ、小池真理子共著、1995年7月 毎日新聞社 / 1997年4月 幻冬舎文庫 / 2000年4月 集英社文庫）
- 『恋の魔法をかけられたら』（江國香織・柴門ふみ 他との恋愛対談、2003年8月 角川春樹事務所 / 2005年5月 ハルキ文庫）
- 『愛に勝つ1・2・3 輝く女性たちに聞いた恋のひみつ・愛のかたち』（三田佳子・阿川佐和子などとの対談集、2005年2月 集英社）
- 『恋愛不全時代の処方箋』（2006年11月 阪急コミュニケーションズ / 『恋人の育て方』2010年4月 ハルキ文庫）

### 未完作
- 『廃墟の騎士』(2004年8月～2007年3月「小説新潮」連載　※『鋼鉄の騎士』続編 新潮社)

### 翻訳
- J・P・マンシェット『危険なささやき』（1983年10月 ハヤカワ・ミステリ文庫）
- レオ・マレ（英語版、フランス語版）『サンジェルマン殺人狂騒曲 パリ・ミステリーガイド』（1984年5月 著 中公文庫）
- ピエール・シニアック『ウサギ料理は殺しの味』（1985年5月 中公文庫 / 2009年12月 創元推理文庫【復刊】）

## 映像化作品

### 映画
- 笑う蛙（2002年7月6日公開、監督：平山秀幸、主演：長塚京三、原作：『虜』）
- 子宮の記憶 ここにあなたがいる（2007年1月13日公開、監督：若松節朗、主演：松雪泰子、原作：『キッドナップ』）
- 転々（2007年11月10日公開、監督：三木聡、主演：オダギリジョー）

### テレビドラマ
- 異端の夏（2003年1月22日[13]、テレビ東京「女と愛とミステリー」枠、主演：渡辺謙）
- 戦力外通告（2009年2月21日、WOWOW「ドラマW」枠、主演：中村雅俊）
- 行列48時間（2009年10月16日 - 11月27日、NHK総合「金曜ドラマ」枠、主演：國村隼、原作：『喜の行列 悲の行列』）
- 僕らプレイボーイズ 熟年探偵社（2015年7月17日 - 9月11日、テレビ東京系「金曜8時のドラマ」枠、主演：高橋克実、原案：『還暦探偵』）